# 锐刺菱蟹
锐刺菱蟹（学名：Parthenope turriger）为菱蟹科菱蟹属的动物。分布于澳大利亚、印度尼西亚、菲律宾、安达曼、斯里兰卡、东非塞舌耳群岛，包括南海等海域，生活环境为海水，常栖息于水深约80米的泥沙质底。